# 朗镇 (施蒂利亚州)
朗镇（德語：Lang）是奥地利施蒂利亚州莱布尼茨县的一个市镇。总面积15.62平方公里，总人口1201人，人口密度76.9人/平方公里（2005年）。